# Hukvaldy (přírodní památka)
Hukvaldy jsou přírodní památka ve správních územích obcí Hukvaldy a Kozlovice v okrese Frýdek-Místek v Moravskoslezském kraji. Chráněné území se rozprostírá v hradní oboře. Hlavním předmětem zájmu jsou staré bukové porosty a na nich pobývající páchník hnědý (Osmoderma barnabita). Tato památka překrývá také původní území přírodní památky Hradní vrch Hukvaldy.

## Historie
Území přírodní památky zahrnuje také oblast dřívější přírodní památky Hradní vrch Hukvaldy, která byla vyhlášena v roce 1999 a zrušena roku 2013, kdy došlo vyhlášení stávajícího chráněného území. Historicky bylo území součástí rozsáhlé obory středověkého hradu Hukvaldy a sloužilo tak lesnímu, mysliveckému i kulturnímu využití. Lesy byly od 15. století výrazně ovlivněny těžbou, pastvou a dalšími činnostmi. Od poloviny 18. století došlo k postupné obnově a zalesňování. Dnešní bukové porosty jsou místy více než sto let staré. Tradice kulturního využití přetrvává do současnosti. Ať už v podobě turistických návštěv, či pravidelně konaných hudebních akcí, například Mezinárodního hudebního festivalu Leoše Janáčka.

## Fauna a flóra
Z fauny je klíčovým druhem silně ohrožený páchník hnědý (Osmoderma barnabita), který osidluje dutiny starých listnatých stromů a je indikátorem stabilního a přirozeného prostředí. Významnými ptačími druhy jsou například holub doupňák (Columba oenas), strakapoud prostřední (Dendrocopos medius), lejsek malý (Ficedula parva) a krutihlav obecný (Jynx torquilla), kteří vyhledávají staré lesní porosty.
Vegetaci přírodní památky dominují bučiny. Z dalších zajímavých rostlin jde například o tyto druhy: okrotice dlouholistá (Cephalanthera longifolia), kruštík modrofialový (Epipactis purpurata), kruštík širolistý (E. helleborine) a lýkovec jedovatý (Daphne mezereum). Na samotné hradní stavbě pak roste například sleziník routička (Asplenium ruta-muraria) nebo bukovník vápencový (Gymnocarpium robertianum).

## Galerie

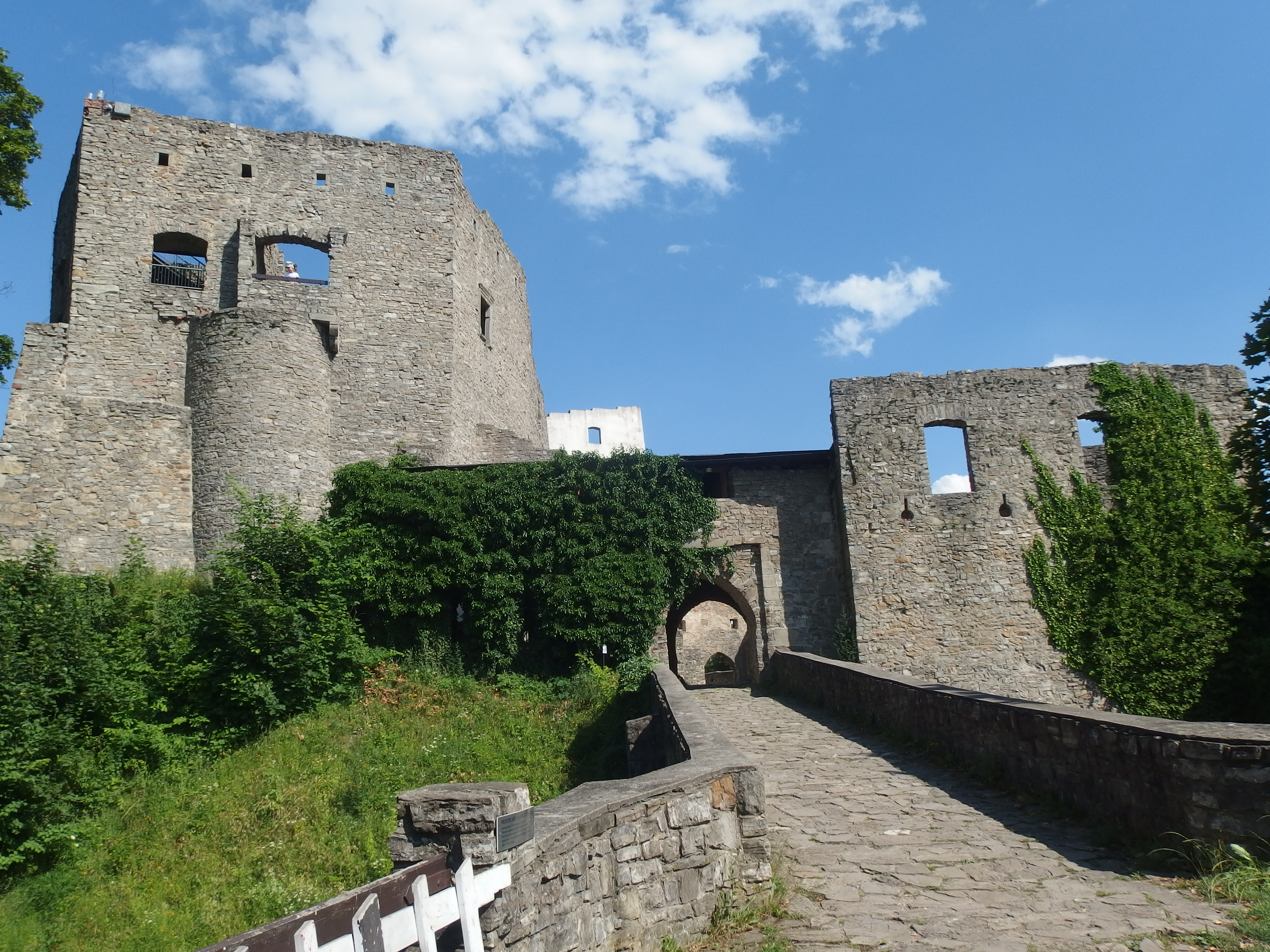
hrad Hukvaldy
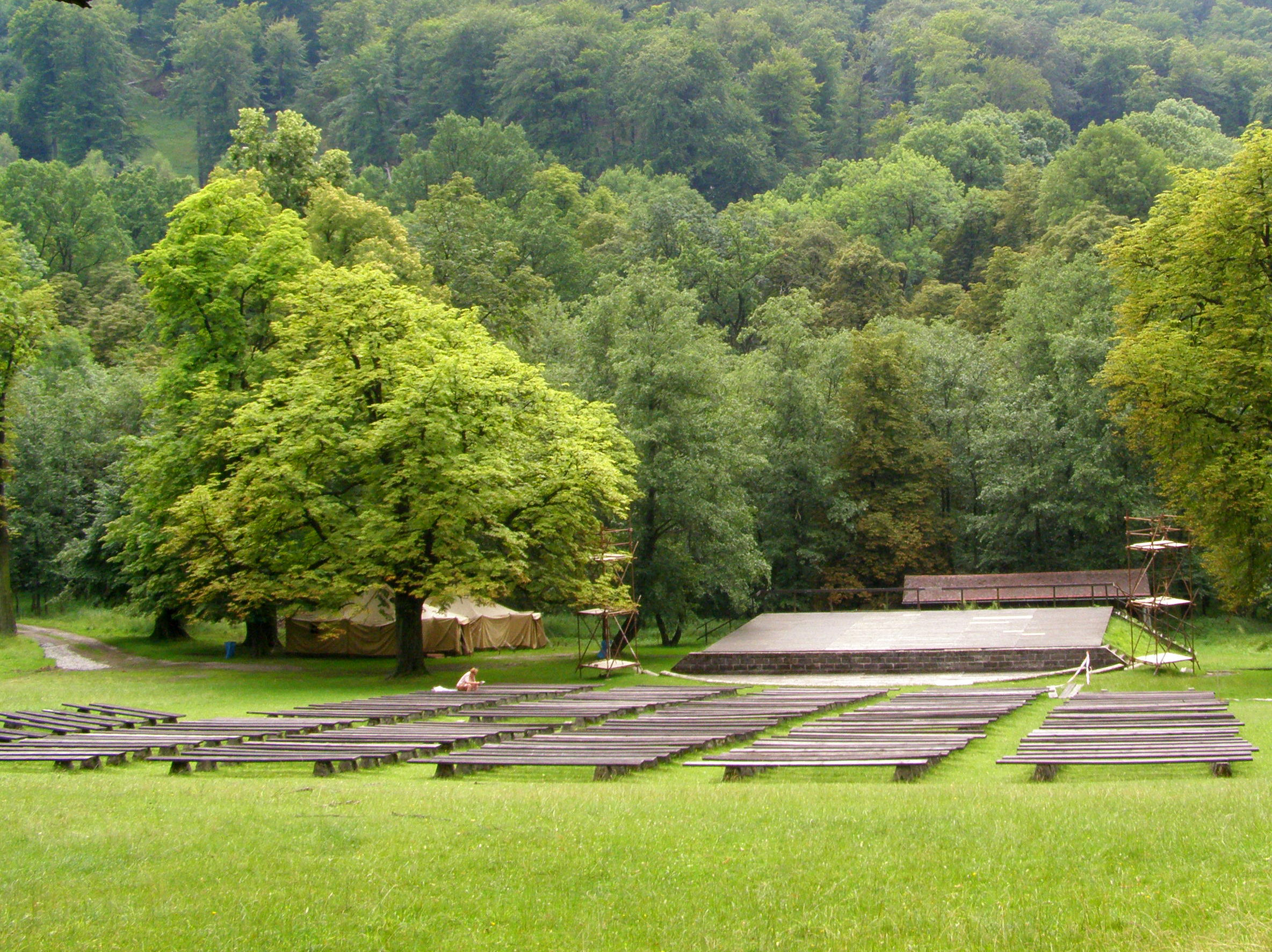
amfiteátr v oboře
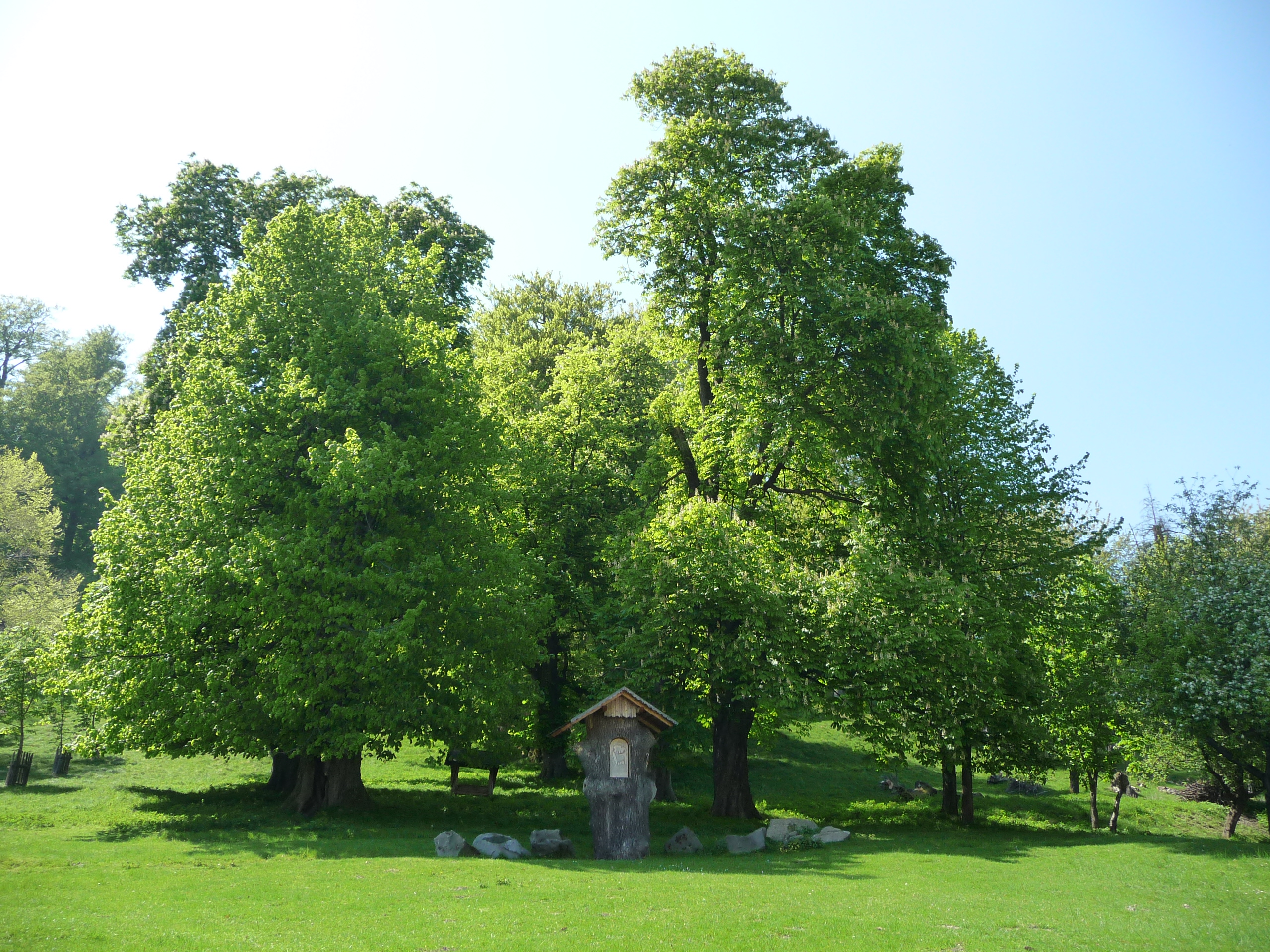